# Golf (Illinois)
Golf – wieś w Stanach Zjednoczonych, w stanie Illinois, w hrabstwie Cook.